# Candida conglobata
Candida conglobata är en svampart som först beskrevs av Redaelli, och fick sitt nu gällande namn av Raffaele Ciferri 1960. Candida conglobata ingår i släktet Candida, ordningen Saccharomycetales, klassen Saccharomycetes, divisionen sporsäcksvampar och riket svampar.   Inga underarter finns listade i Catalogue of Life.